# Spitfires de Windsor
Les Spitfires de Windsor sont une franchise de hockey sur glace du Canada évoluant dans la ligue junior de la Ligue de hockey de l'Ontario.

## Historique

### Les premières années
L'équipe est créée en 1975, prenant la suite d'une ancienne équipe des années 1950 jouant dans l'Association de hockey de l'Ontario. Cette première équipe avait été créée en 1945 puis s'était dissoute en 1953. Au cours de ces huit années, l'équipe a accédé à deux reprises à la finale de la ligue et a produit quatre futurs membre du Temple de la renommée du hockey : Al Arbour, Glenn Hall, Marcel Pronovost et Terry Sawchuk. Les activités de l'équipe se sont arrêtées quand les sponsors principaux ont décidé de financer une équipe de hockey senior.
Entre 1971 et 1975, une nouvelle franchise est créée et joue alors dans la ligue junior du Sud de l'Ontario. Elle remporte le trophée de champion en 1974 et 1975 et l'équipe est alors admise comme expansion de la Ligue de hockey de l'Ontario.

Logo de 1989 à décembre 2008

### La nouvelle franchise
L'équipe remporte alors son premier titre de division en 1980 et accède alors à la finale de l'OHL, finale perdue contre les Petes de Peterborough. En 1981, Ernie Godden inscrit 87 buts au cours de la saison, un record dans l'OHL. L'équipe remporte le titre de champion des séries de l'OHL en 1987-88 et gagne ainsi la Coupe J.-Ross-Robertson. L'équipe perd tout de même en finale de la Coupe Memorial contre les Tigers de Medicine Hat.
En octobre 2005, un scandale éclate au sein de l'équipe avec l'entraîneur, Moe Mantha Jr., suspendu pour 40 matchs en raison d'un bizutage et d'une altercation entre deux joueurs de l'équipe, Steve Downie et Akim Aliu, les deux joueurs étant échangés à la suite de cet incident.

## Joueurs et entraîneurs

### Joueurs

#### Mickey Renaud
Le 18 février 2008, Mickey Renaud, capitaine de l'équipe décède de cardiomyopathie hypertrophique (maladie génétique qui épaissit le muscle du cœur et augmente le risque d'avoir des pulsations cardiaques anormales et, dans des cas rares, une mort subite). Il était alors âgé de 19 ans et jouait depuis trois ans au sein de la franchise et avait été choisi par les Flames de Calgary de la Ligue nationale de hockey lors de la cinquième ronde du repêchage d'entrée de 2007, le 143e joueur choisi,. À la suite de ce décès, l'équipe décide de retirer le numéro 18 de Renaud et de faire porter un patch avec son numéro sur les maillots jusqu'à la fin de la saison.

### Numéros retirés
| Numéros retirés - # 9 - Adam Graves - # 15 - Ernie Godden - # 18 - Mickey Renaud - # 23 - Scott Miller | Numéros honorés - # 4 - Marcel Pronovost - # 6 - Joel Quenneville - # 11 - Gordon Haidy |